# Каленицкий, Анатолий Иванович
Анатолий Иванович Каленицкий (род. 1941) — доктор технических наук, старший научный сотрудник, профессор.

## Биография
В 1964 году с отличием окончил Новосибирский институт инженеров геодезии, аэрофотосъемки и картографии (ныне Сибирский государственный университет геосистем и технологий (СГУГиТ)).
С 1964 по 1986 года работал в Сибирском НИИ геологии, геофизики и минерального сырья (СНИИГГиМС)
В 1974 году защитил диссертацию на соискание ученой степени кандидата геолого-минералогических наук.
С декабря 1986 года — главный инженер Производственного объединения «Инжгеодезия», Новосибирск.
В 1994 году защитил докторскую диссертацию по двум специальностям: геодезия и геофизические методы поисков и разведки месторождений полезных ископаемых.
С 2005 года — зав. кафедрой астрономии и космической геодезии СГГА (ныне СГУГиТ).

## Научная деятельность
Область научных интересов — астрономия и гравиметрия, геодезия. Автор свыше 20 научных и производственных отчётов, 80 публикаций.

### Основные научные результаты
- Организовал производство цифровых топографических карт в ПО «Инжгеодезия»;
- Организовано на договорной основе проведение гравиметрических исследований с интерпретацией комплексной геолого-геофизической и геодезической информации для повышения качества прогнозной оценки участков Западно-Сибирской низменности (Западно-Суторминский геодинамический полигон).